# Chalcoscirtus rehoboticus
Chalcoscirtus rehoboticus är en spindelart som först beskrevs av Embrik Strand 1915.  Chalcoscirtus rehoboticus ingår i släktet Chalcoscirtus och familjen hoppspindlar. Inga underarter finns listade i Catalogue of Life.